# Erebus (Schiff, 1826)
Die HMS Erebus war ein Kriegs- und Forschungsschiff der Royal Navy im 19. Jahrhundert. Die Erebus gehörte der Hecla-Klasse der Bombarden (bomb vessels) an. Dies waren Schiffe zum Beschuss der Küste mit schweren Mörsern. Sie wurde nach Erebos (latinisiert Erebus) benannt, dem Gott der Finsternis in der griechischen Mythologie.
Bekannt wurde das Schiff für seine Beteiligung an der Expedition von James Clark Ross in der Antarktis sowie der letzten Expedition von John Franklin in der kanadischen Arktis. Dort, so dachte man bislang, wurde das Schiff im Jahre 1848 von seiner Mannschaft aufgegeben. Die vermutete Untergangsstelle des Schiffes und des anderen Schiffes der Expedition, der Terror, vor King William Island wurde bereits 1992 von Kanada zu einem Ort von nationaler Bedeutung, zu einer National Historic Site of Canada, erklärt. Das Wrack des Schiffs wurde im September 2014 mehr als 100 km südlich in der Wilmot and Crampton Bay vor der Adelaide-Halbinsel gefunden.

## Vom Kriegs- zum Forschungsschiff
Die Erebus wurde von Sir Henry Peake entworfen und im Jahre 1826 in den Docks von Pembroke in Wales fertiggestellt. Die für ihre Kriegsaufgabe, das Verschießen von schweren Mörsergranaten, notwendige schwere und robuste Konstruktion und ihr verhältnismäßig geringer Tiefgang machten die Erebus in der Zeit des relativen Friedens, die für Großbritannien nach Ende der Napoleonischen Kriege und des Britisch-Amerikanischen Kriegs folgte, zur Erforschung der Polarmeere interessant. Deshalb wurde sie bei zwei großen Polarexpeditionen als Flaggschiff verwendet: Sie erkundete als früher Vertreter von Eisbrechern 1839–1843 unter James Clark Ross zusammen mit einer kleineren Bombarde der Fury-Klasse, der HMS Terror, die Antarktis und später die Arktis.

### Die Franklin-Expedition
1844 wurde sie für die spätere Franklin-Expedition weiter modernisiert und an die Erfordernisse der arktischen Polarmeere angepasst. So wurde ihr Bug, ihre interne Struktur und die Decks mit Holz und Kupferplatten verstärkt, sie erhielt ein kohlegefeuertes Zentralheizungssystem, und zusätzlich zu ihren Segeln wurde die Dampfmaschine einer Lokomotive der Greenwich Railway Company eingebaut, die 25 PS an einen knapp zwei Meter großen Propeller abgab; dies sollte es der Erebus ermöglichen, unabhängig von der Windsituation jede sich bietende Lücke im Packeis zu nutzen. Trotz dieser modernen Ausrüstungsmerkmale scheiterte die Expedition unter der Leitung von John Franklin. Lange Zeit wurde vermutet, dass das Schiff im Verlauf der unglücklichen Franklin-Expedition von der Mannschaft im Frühjahr 1848 vor der King-William-Insel im Packeis aufgegeben und gemeinsam mit dem Schwesterschiff der Expedition, der Terror, dort gesunken sei.

### Der Fund des Wracks
Erst durch Beachtung der mündlichen Inuit-Tradition, die von einem an einer ganz anderen Stelle treibenden Schiff berichtet, gelang es im September 2014, die guterhaltenen Überreste der HMS Erebus in der Wilmot and Crampton Bay vor der Adelaide-Halbinsel auf der Position 68° 15′ N, 98° 45′ W zu lokalisieren, also mehr als 100 Kilometer südlich der lange Zeit vermuteten Untergangsstelle. Das Wrack liegt in nur 11 m Tiefe, wie eine Sonaraufnahme zeigt. Das Schiff war also doch nicht von der gesamten Mannschaft aufgegeben worden, sondern hatte, gesteuert von einigen Männern, die sich nicht an dem Versuch beteiligt hatten, ihr Leben durch einen Fußmarsch in den Süden zu retten, die Victoria Strait und King William Island passiert und war bis zum kanadischen Festland gelangt. Da dieser Bereich damals bereits bekannt war, hatten diese Seeleute damit die Nordwestpassage gefunden und den eigentlichen Expeditionszweck erreicht, was für sie in ihrer Notlage sicher unerheblich war. Laut den Inuit-Überlieferungen stieg von dem Schiff noch einige Zeit lang Rauch auf, auch eine Planke war von Deck auf das Packeis geschoben worden. Die Männer an Bord blieben wohl noch so lange, bis die bei der Abfahrt reichlich gebunkerten Vorräte zur Neige gingen. Als die Inuit kein Lebenszeichen mehr an Bord feststellen konnten, durchsuchten sie die Erebus. Unter Deck fanden sie reichlich Unordnung und einen Toten. Die Inuit nahmen sich eine Vielzahl von für sie interessanten Gegenständen mit; einige wurden später bei ihnen gefunden und kamen teilweise in das National Maritime Museum in Greenwich. Wie Fußspuren im Schnee den Inuit zeigten, hatten drei Besatzungsmitglieder das Schiff verlassen und waren in Richtung Festland marschiert. Sie wurden nie wieder gesehen. Wann das verlassene Schiff letztlich sank, lässt sich nicht mehr ermitteln. Die kanadischen Behörden haben im Bereich der Fundstelle ein Sperrgebiet eingerichtet, das ohne schriftliche Erlaubnis nicht befahren werden darf.

## Nachwirkungen
Nach der Erebus sind einige geographische Objekte in der Arktis und der Antarktis benannt, unter anderem Erebus Bay vor der Beechey-Insel in der Provinz Nunavut im Norden Kanadas und Mount Erebus auf der Ross-Insel in der Antarktis. Hier diente somit eine Bombarde als Namensgeber für einen Vulkan; zur damaligen Zeit war der umgekehrte Fall die Regel. Der Marskrater Erebus ist nach ihr benannt.

## Adaptionen

### Malerei
Der britische Schiffsmaler und Admiral Richard Brydges Beechey stellte die HMS Erebus im Jahre 1842 auf dem Ölgemälde HMS Erebus Passing Through the Chain of Bergs (1860) dar.
Zusammen mit ihrem Partnerschiff, der HMS Terror, ist die HMS Erebus ebenfalls im Gemälde ‘Erebus’ and ‘Terror’ in the Antarctic (1847) dargestellt. Hierbei handelt es sich jedoch eher um eine künstlerische Darstellung, da die gemalten Schiffe wenig Ähnlichkeit mit den realen Vorbildern haben sollen.

### Fernsehserie
Die Erebus erscheint in der Fernsehserie The Terror, welche die historische Franklin-Expedition der Erebus und der Terror, ergänzt um phantastische Elemente, thematisiert.

### Fernsehdokumentation
HMS Erebus: Das arktische Totenschiff taucht auf ist eine ca. 100-minütige Fernsehdokumentation von Ben Finney und Stuart Elliot (Arte, Vereinigtes Königreich 2015)

## Ausstellung
National Maritime Museum Greenwich: Death in the Ice. 14. Juli 2017 bis 7. Januar 2018, Katalog.